# Tony Hawk's Pro Skater
Tony Hawk's Pro Skater va ser el primer joc d'una de les majors sagues dels videojocs. Va ser desenvolupat per Neversoft i distribuït en 1999 per Activision. Té diferents escenaris.
Va sortir per a les consoles PlayStation, Nintendo 64, Dreamcast i Game Boy Color. Va haver una reedició per a N-Gage en el 2003. Gràcies a un potent motor gràfic per a la seva època, va assolir ser un referent indiscutible durant anys, donant motiu a una saga bastant prolífica.

## Joc
Tony Hawk's Pro Skater posa el jugador al control d'un famós patinador i té lloc en una vista en tercera persona amb una càmera fixa. L'objectiu del joc és realitzar trucs i combinacions d'aquests per intentar augmentar la puntuació del jugador. El moviment es pot modificar mitjançant el coixinet directiu, i els olis, les agafades, les voltes i les diapositives s'assignen cadascun a botons individuals. Cada patinador té vuit agafades, vuit tobogans i vuit voltes. El nombre de punts obtinguts d'una seqüència de trucs reeixida depèn de la quantitat de temps passat a l'aire, del grau de rotació i del nombre i varietat de trucs realitzats; com més es realitzi un únic truc en una seqüència, menys punts guanyarà. Quan el jugador aconsegueix fer trucs, augmenta un indicador especial. Quan aquest indicador està ple i parpelleja, el jugador és capaç de realitzar un truc especial que val molts més punts que els trucs normals. Si el jugador cau (cau del seu monopatí), es perden els punts que s'hagin guanyat amb el combo actual i es buida l'indicador especial.
En aquesta primera versió, els moviments no eren editables, simplement s'assumien les maniobres pròpies de cada skater. Trucs com el double o triple kickflip no podien executar-se d'un només moviment. Per a molts, aquesta primera edició ha estat de les més jugables, ja que amb el desenvolupament de les consoles i la seva consegüent velocitat de joc, provoca que les maniobres siguin inapreciables, una mica que no ocorria amb el Tony Hawk 1. La temàtica del joc és senzilla però extremadament additiva, d'una banda es pot optar per la manera Arcade o millor aquest "Carrera", on anirem avançant pels diferents escenaris segons s'emplenin els objectius proposats en cada nivell. D'altra banda, es pot jugar en manera lliure, on vem deixar que la imaginació o la tècnica deixi dur al jugador a realitzar nous trucs o perfeccionar-los.